# Петер Плаугборг
Петер Плаугборг (дан. Peter Plaugborg, 12 квітня 1980, Ельгод, Данія) — данський актор театру та кіно.

## Біографія
Петер Плаугборг ще в юності був захоплений створенням анімаційних фільмів і спочатку він здобув освіту в цьому напрямку, але в 2007 році закінчив школу акторській майстерності в театрі міста Оденсе (дан. Odense Teater). З тих пір він протягом декількох сезонів був пов'язаний з цим театром, але також грав ролі в Королівському театрі та театре «Зелений двір» (дан. Grønnegårds Teatret).

Свій шлях у кіноіндустрії Петер почав з ролі Лілебйорна у фільмі «Полум'я і Цитрон» (дан. Flammen og Citronen) в 2008 році. Два роки по тому він отримав головну роль в картині режисера Томаса Вінтерберга «Субмарино». Ця роль принесла акторові першу кінонагороду  «Роберт» і дві номінації на премії «Zulu» (дан. Zulu Awards) і  «Боділ». Наступну нагороду, як найкращий актор, на Всесвітньому кінофестивалі у Монреалі він отримав за роботу у фільмі «Чудо» (дан. Miraklet) в 2013 році. Ще дві номінації Петеру принесла роль у фільмі «Ідеаліст» (дан. Idealisten).

На телебаченні Петер дебютував в 2013 році в епізодичній ролі в серіалі «Уряд» (дан. Borgen). Наступною роботою стала роль в популярному датському серіалі «1864».

У 2017 році Петер виступив в ролі актора озвучування в мультфільмі «Неймовірна історія про велет-грушку» (дан. Den utrolige historie om den kæmpestore pære).

Він живе в Копенгагені, де проводить значну частину вільного часу зі своїм псом, якого, як не дивно, називає Йенсом, як персонажа Петера Плаугборга у фільмі «Смола» (дан. Harpiks).

## Вибрана фільмографія
| Рік       |    | Українська назва                    | Оригінальна назва                            | Роль                            |
| --------- | -- | ----------------------------------- | -------------------------------------------- | ------------------------------- |
| 2008      | ф  | Полум’я і Цитрон                    | Flammen og Citronen                          | Лілебйорн                       |
| 2010      | ф  | Субмарино                           | Submarino                                    | брат Ніка, батько Мартіна       |
| 2010      | ф  | Братерство                          | Broderskab                                   | Сержант                         |
| 2010—2013 | с  | Уряд                                | Borgen                                       | Асгер Фенскмарк                 |
| 2013      | ф  | Містеріум. Початок                  | Kvinden i buret                              | Ларс Хенрік 'Лассе' Йенсен      |
| 2013      | ф  | Чудо                                | Miraklet                                     | Ерік                            |
| 2014      | с  | 1864                                | 1864                                         | Сержант Єсперсен                |
| 2015      | ф  | У твоїх руках                       | I dine hænder                                | Ніелс                           |
| 2015      | ф  | Та, що пробуджує совість            | Skammerens datter                            | Дракан                          |
| 2015      | ф  | Ідеаліст                            | Idealisten                                   | Поул Брінк                      |
| 2015      | с  | Дітте і Луїза                       | Ditte & Louise                               | Рене                            |
| 2017      | ф  | Зимові брати                        | Vinterbrødre                                 | Данієль                         |
| 2017      | мф | Неймовірна історія про велет-грушку | Den utrolige historie om den kæmpestore pære | Заступник міського голови Квіст |
| 2018      | ф  | Курськ                              | Kursk                                        | Олександр Греков                |
| 2019      | с  | Темрява: Ті, хто вбиває             | Den som dræber                               | Міккель Велін                   |
| 2019      | ф  | Смола                               | Harpiks                                      | Йенс                            |